# Conway (Dakota del Norte)
Conway es una ciudad ubicada en el condado de Walsh en el estado estadounidense de Dakota del Norte. En el censo de 2010 tenía una población de 23 habitantes y una densidad poblacional de 40,55 personas por km².

## Geografía
Conway se encuentra ubicada en las coordenadas 48°14′4″N 97°40′31″O / 48.23444, -97.67528. Según la Oficina del Censo de los Estados Unidos, Conway tiene una superficie total de 0.57 km², de la cual 0.57 km² corresponden a tierra firme y (0%) 0 km² es agua.

## Demografía
Según el censo de 2010, había 23 personas residiendo en Conway. La densidad de población era de 40,55 hab./km². De los 23 habitantes, Conway estaba compuesto por el 100% blancos, el 0% eran afroamericanos, el 0% eran amerindios, el 0% eran asiáticos, el 0% eran isleños del Pacífico, el 0% eran de otras razas y el 0% pertenecían a dos o más razas. Del total de la población el 0% eran hispanos o latinos de cualquier raza.